# Československo na Letních olympijských hrách 1960
Československo na Letních olympijských hrách 1960 v italském Římě reprezentovalo 116 sportovců, z toho 17 žen. Nejmladší účastnicí byla plavkyně Marta Kadlecová (16 let, 38 dní), nejstarším účastníkem pak drezér koní František Šembera (56 let, 5 dní) Reprezentanti vybojovali 8 medailí, z toho 3 zlaté, 2 stříbrné a 3 bronzové.

## Československé medaile
| Medaile | Jméno | Sport                | Disciplína                                                |
| ------- | --- | -------------------- | --------------------------------------------------------- |
| Zlato   | Eva Bosáková | Sportovní gymnastika | kladina video                                             |
| Zlato   | Bohumil Němeček | Box                  | lehká velterová váha                                      |
| Zlato   | Václav Kozák Pavel Schmidt | Veslování            | dvojskif video Archivováno 9. 4. 2020 na Wayback Machine. |
| Stříbro | Dana Zátopková | Atletika             | Ženy hod oštěpem                                          |
| Stříbro | Věra Čáslavská Eva Bosáková Ludmila Švédová Adolfína Tačová Matylda Šínová-Matoušková Hana Růžičková                                       | Sportovní gymnastika | soutěž družstev                                           |
| Bronz   | Bohumil Kubát | Zápas                | řecko-římský, těžká váha                                  |
| Bronz   | Josef Němec | Box                  | těžká váha                                                |
| Bronz   | Bohumil Janoušek Jan Jindra Jiří Lundák Stanislav Lusk Václav Pavkovič Luděk Pojezný Jan Švéda Josef Věntus Miroslav Koníček (kormidelník) | Veslování            | závod osmiveslic                                          |